# 명보라
명보라(본명: 명휘)는 대한민국의 가수이다.

## 학력
- 컨커디어대학교 경영비즈니스학과 졸업

## 경력
- 2015년 한국백혈병 새생명후원회 홍보대사
- 2016년 한국청소년육성회 홍보대사

## 수상
- 2015년 한국을 빛낸사람들 대상 문화예술부문 가요발전공로대상, 2015 한국을 빛낸 한국인물대상 문화예술공로부문 대상, 대한민국 충효대상 대중가요부문 트로트가수대상, 제10회 대한민국 경로효친대상 사회봉사부문 감사패, 제25회 서울국제휴먼올림픽대회 봉사대상
- 2016년 대한민국을 빛낸 자랑스러운 최고 한국인대상 성인가요대상

## 음반
- 2010년 싱글 찍고
- 2011년 올림픽 코리아 (2018 평창동계올림픽의 노래)
- 2011년 그래요
- 2012년 그대의 사랑
- 2015년 4집 내 사랑 춘향아 / 술이야 사랑이야
- 2016년 행복한 밤 / 땡큐 땡큐
- 2016년 명휘 KBS가요무대 전국노래자랑 특급, K-Pop Trot
- 2018년 이리와봐요 / 감기처럼